# 安楽駅 (釜山広域市)
安楽駅（アンラクえき）は、大韓民国釜山広域市東萊区にある韓国鉄道公社（KORAIL）東海線の駅。当駅には電鉄線の電車のみが停車する。

## 駅構造
- 相対式ホーム2面2線の高架駅。

### 駅階層
| 地上 2階 |                                          |                                                                |
| ホーム   |                                          |                                                                |
| 1番線    | →●東海電鉄線 太和江方面へ（センタム駅）→ |                                                                |
| 2番線    | ←●東海電鉄線 釜田方面へ（東萊駅）        |                                                                |
| ホーム   |                                          |                                                                |
| 地上 1階 | コンコース                               | 出入口、コンコース、自動券売機、改札口、エスカレーター、トイレ |

## 駅周辺

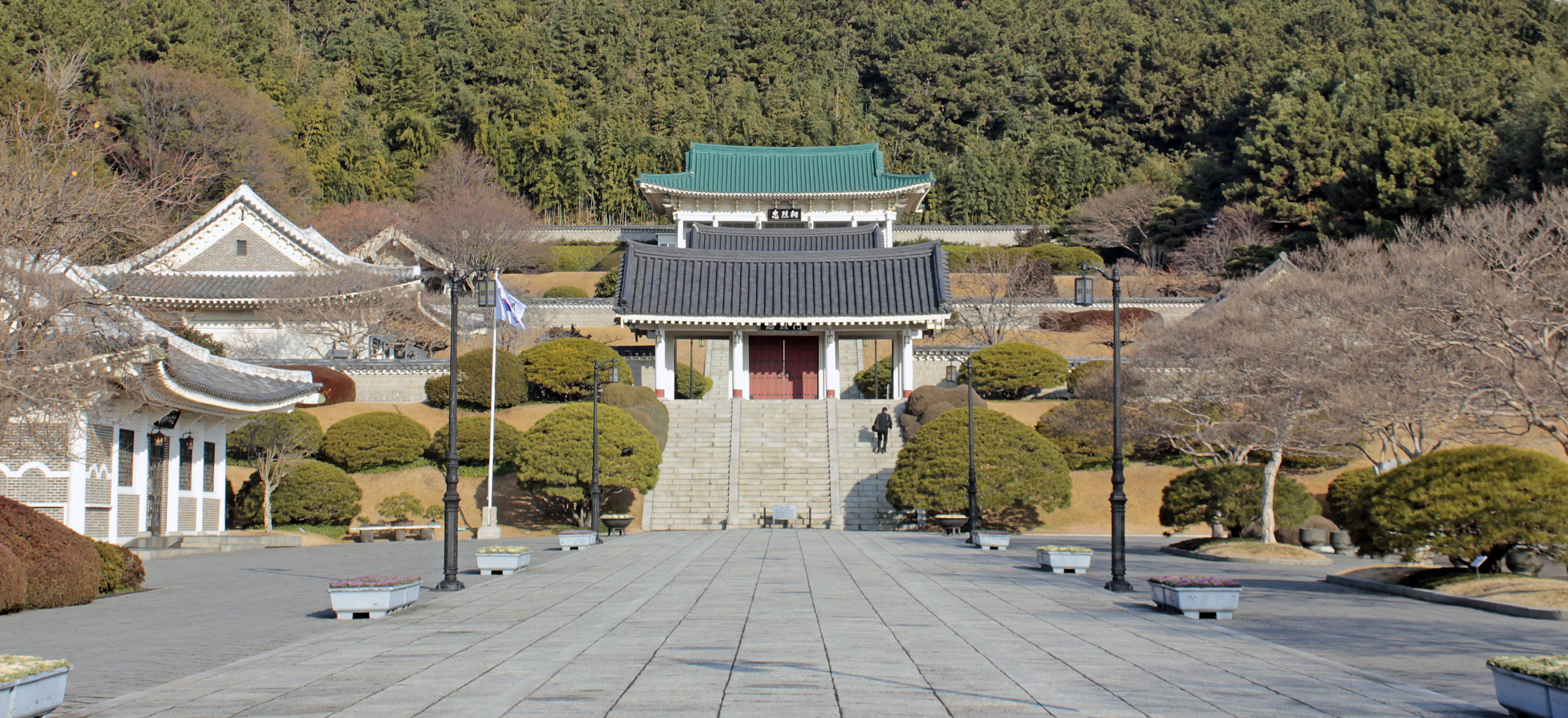
●釜山交通公社4号線忠烈祠駅
- 釜山忠烈祠（朝鮮語版）
- アンジン初等学校（朝鮮語版）
- 安楽洞江辺トゥランチェアパート
- 安楽洞トゥランチェ2団地
- トゥランチェアパート
- 安楽慶東里仁アパート
- 東釜山アイゾーンヴィルアパート
- 釜山ザ・パークシティアパート
- KEPCO(韓国電力公社)

- 釜山忠烈祠

## 歴史
- 1989年8月16日 - 駅新設（安楽洞201-16）
- 2002年12月2日 - 釜山都市鉄道2号線の開業で通勤列車廃止
- 2008年1月1日 - 旅客取り扱い停止
- 2014年11月5日 - 高架線路に移設
- 2016年
  - 4月29日 - 駅を釜山鎮基点10.7km地点に移転と路線の東海線への編入が告示（施行は広域電鉄開業時）。[1]。
  - 12月30日 - 電化・東海電鉄線運行開始とともに、再開業[1]。

## ギャラリー

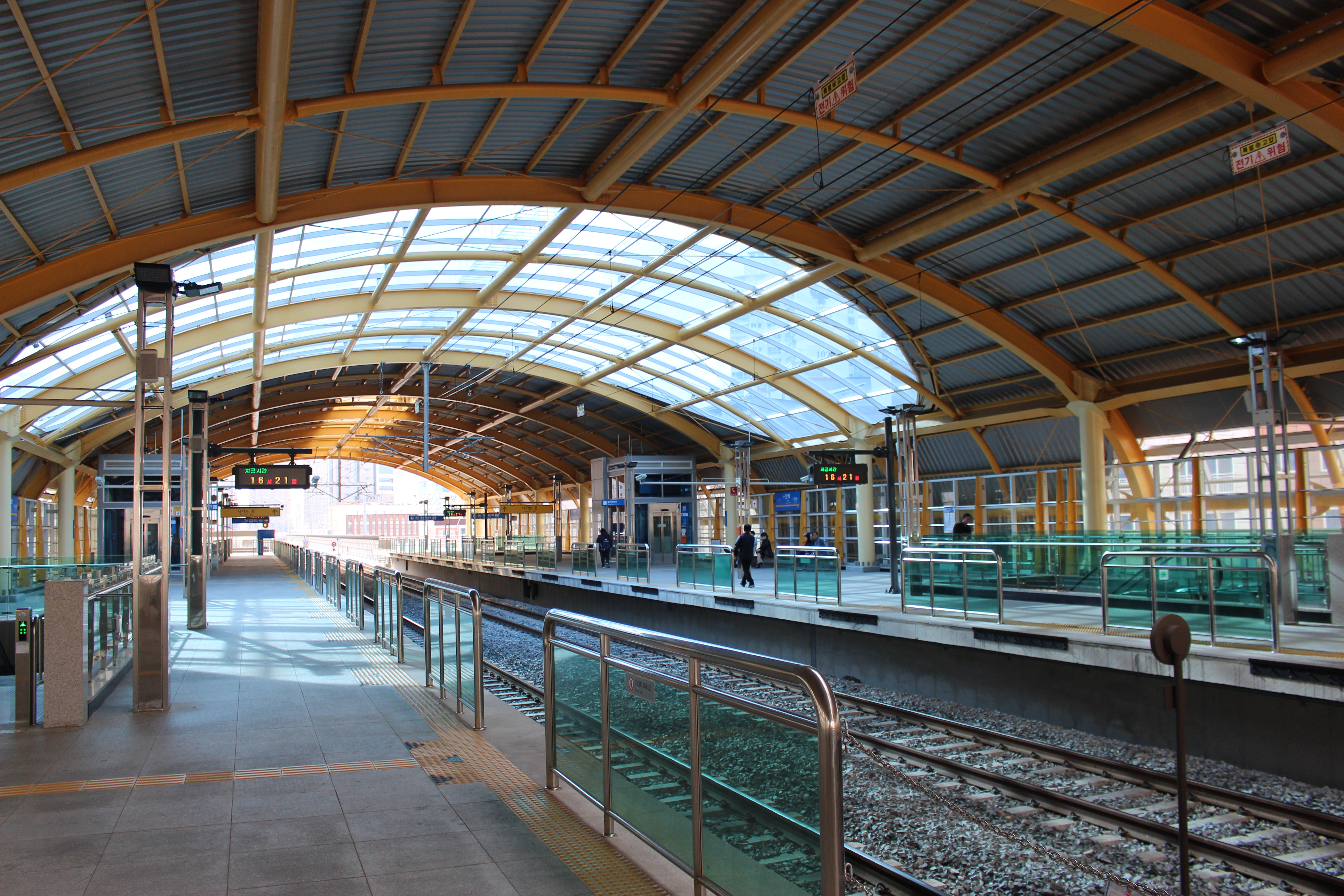
ホーム
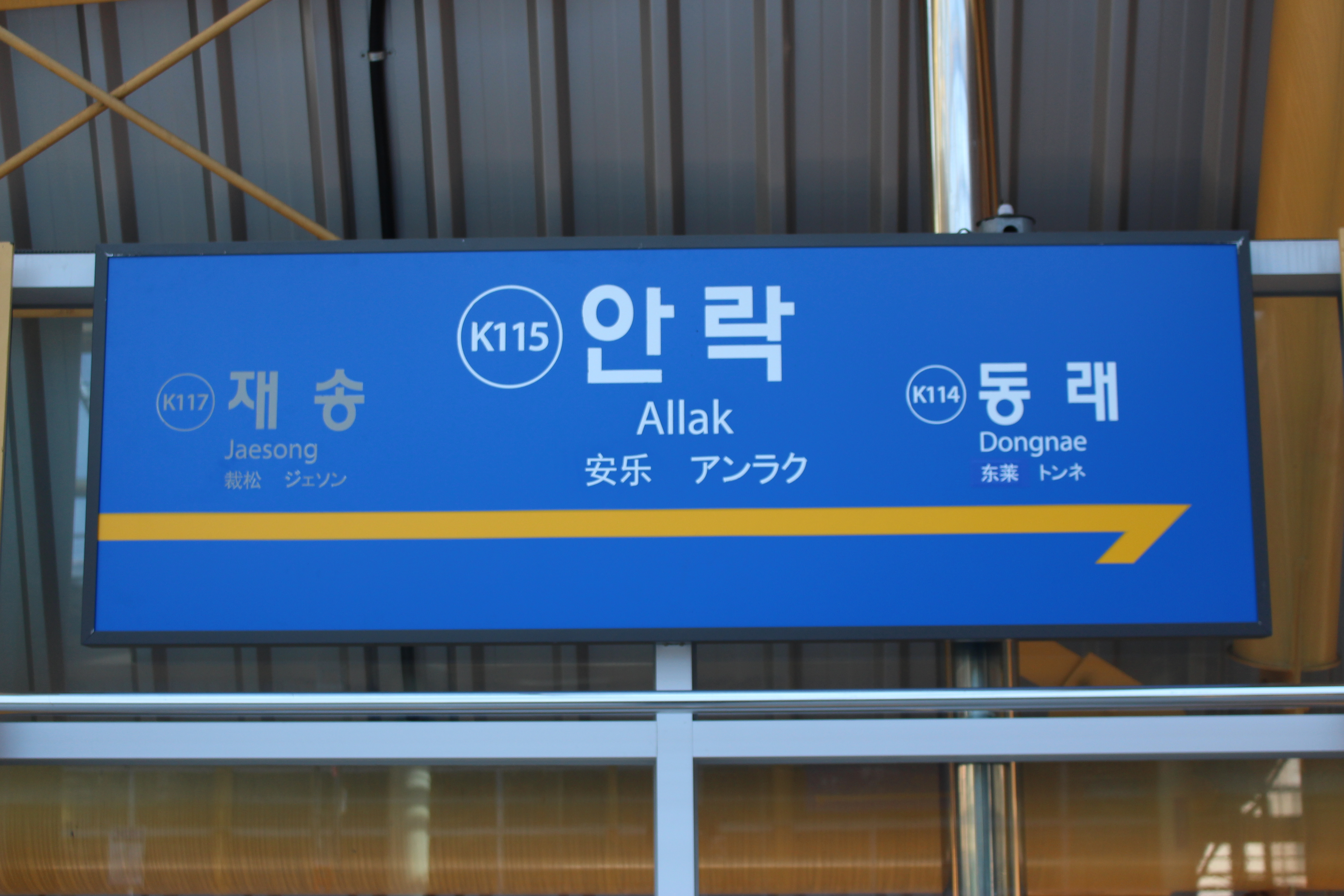
駅名標(2018年4月)
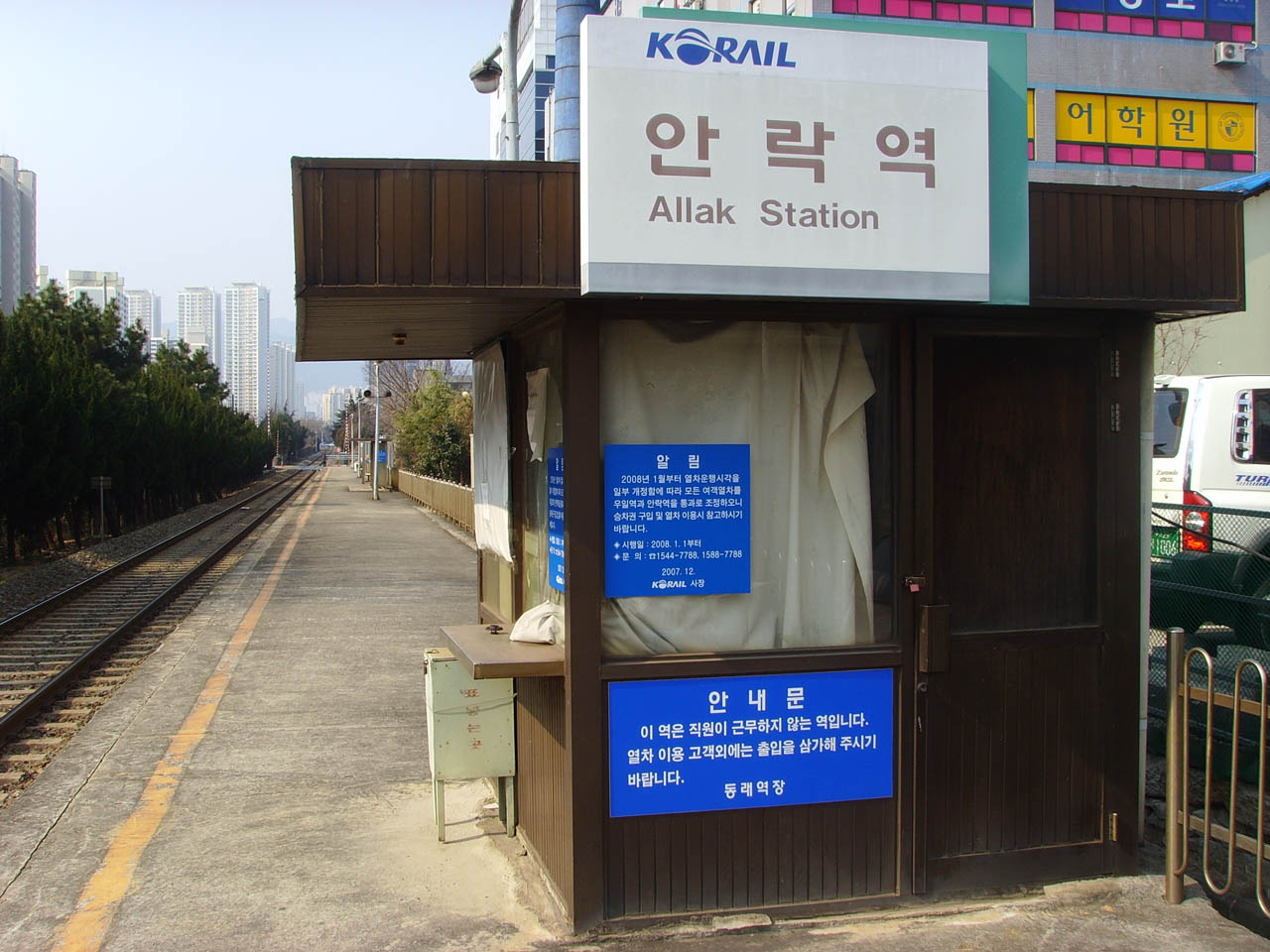
旧駅舎
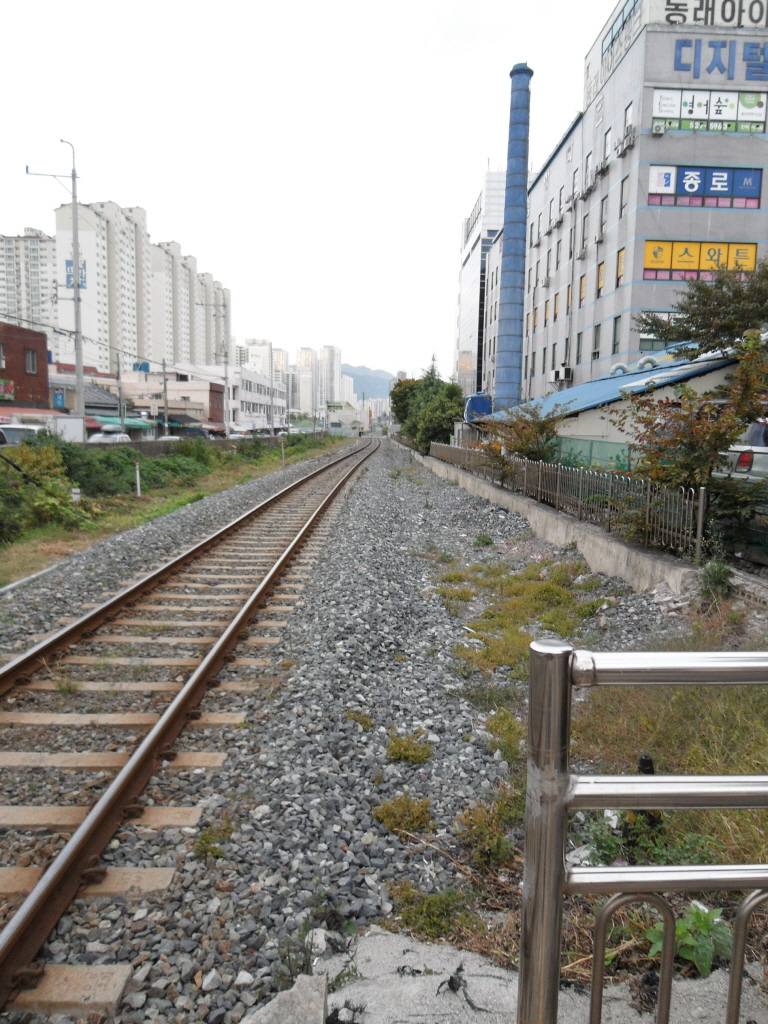
電化前に利用されていたかつてのホーム

## 隣の駅
韓国鉄道公社
東海線（旧東海南部線）
（釜田駅） - （全列車通過） - （センタム駅）
●東海電鉄線
東萊駅 K114 - 安楽駅 K115 - 釜山院洞駅 K116